# 오데드 페르
오데드 페르(Oded Fehr, 1970년 11월 23일 ~ )는 이스라엘의 배우이다.

## 출연 작품
- 레지던트 이블2
- 레지던트 이블3
- 레지던트 이블5
- 미이라
- 미이라 2 - 아데스 베이 역
- 세라스 셀